# جوموشكين
جوموشكين (توفي عام 1177)، كان خصيًا لكنه شغل مناصب رفيعة في الدولة الزنكية.

## سيرته
نور الدين زنكي، أتابك حلب، عينه ملازمًا له في الموصل في العراق. بعد وفاة نور الدين عام 1174، تولى جوموشكين ولاية نجل نور الدين القاصر، الصالح إسماعيل، وانتقل بإدارته من دمشق إلى حلب.
تحالف مع ابن عم الصالح سيف الدين غازي الثاني من الموصل ضد ابن المقدم الذي سيطر على دمشق. استعان ابن المقدم من حاكم مصر الأيوبي صلاح الدين وسلم المدينة له. في تلك الفترة، وهب الصالح إسماعيل إقطاع حارم لجوموشكين.
في عام 1176، عقد بوهمند الثالث اتفاقاً مع جوموشكين لإطلاق سراح أرناط وجوسلين الثالث وباقي الأسرى المسيحيين. بعد ذلك توترت علاقة جوموشكين بأتباعه، فتم تعذيبه وإعدامه على جدران حارم عام 1177 بسبب مفاوضاته مع الصليبيين.